# Canottaggio ai Giochi della V Olimpiade - Otto maschile
La competizione del otto maschile dei Giochi della V Olimpiade si è svolta alla Djurgårdsbrunnsviken a Stoccolma tra il 17 e il 19 luglio 1912.
A ogni regata prendevano parte due equipaggi.

## Risultati

### Turno preliminare
| Pos. | Equipaggio | Nazione  | Tempo          |
| ---- | --- | -------- | -------------- |
| 1    | Sport Borrussia, Berlin, Carl Eichhorn, Ludwig Weihnacht, Richard Friesicke, Andreas Wegener, Fritz Eggebrecht, Heinrich Landrock, Egbert Reimsfeld, Gottfried Gelfort, Otto Charlet | Germania | 6'45"0         |
| 2    | Société Nautique de Bayonne, Jean Arné, Gabriel St. Laurent, Marius Lejeune, Louis Lafite, Jean Elichagaray, Joseph Campot, Étienne Lesbats, Pierre Alvarez, François Elichagaray    | Francia  | a 1¼ lunghezza |

| Pos. | Equipaggio | Nazione     | Tempo         |
| ---- | --- | ----------- | ------------- |
| 1    | Sydney Rowing Club, Jack Ryrie, Simon Fraser, Hugh Ward, Thomas Parker, Henry Hauenstein, Syd Middleton, Harry Ross-Soden, Roger Fitzhardinge, Robert Waley      | Australasia | 6'57"0        |
| 2    | Göteborgs Roddklubb, Birger Amundin, Ragnar Bergstedt, Gustaf Broberg, Simeon Ericsson, Ivar Ryberg, Anders Almqvist, Arvid Svendel, Leif Sörvik, Gillis Ahlberg | Svezia      | a 2 lunghezze |

| Pos. | Equipaggio | Nazione  | Tempo         |
| ---- | --- | -------- | ------------- |
| 1    | Berliner Ruderverein von 1876, Otto Liebing, Max Bröske, Max Vetter, Willi Bartholomae, Fritz Bartholomae, Werner Dehn, Rudolf Reichelt, Hans Matthiae, Kurt Runge | Germania | 6'32"0        |
| 2    | Hungaria Evezos Egylet, István Szebeny, Artúr Baján, Miltiades Manno, István Jeney, Lajos Gráf, Miklós Szebeny, Antal Szebeny, György Szebeny, Kálmán Vaskó        | Ungheria | a 3 lunghezze |

| Pos. | Equipaggio | Nazione     | Tempo          |
| ---- | --- | ----------- | -------------- |
| 1    | New College, Oxford, William Fison, William Parker, Thomas Gillespie, Beaufort Burdekin, Frederick Pitman, Arthur Wiggins, Charles Littlejohn, Robert Bourne, John Walker | Regno Unito | 6'42"5         |
| 2    | Kristiania Roklub, Einar Sommerfeldt, Thomas Høie, Harald Herlofson, Olaf Solberg, Gustav Hæhre, Hannibal Fegth, Gunnar Grantz, Otto Krogh, John Bjørnstad                | Norvegia    | a 1½ lunghezza |

| Pos. | Equipaggio | Nazione     | Tempo          |
| ---- | --- | ----------- | -------------- |
| 1    | Leander Club, Edgar Burgess, Sidney Swann, Leslie Wormald, Ewart Horsfall, Angus Gillan, Stanley Garton, Alister Kirby, Philip Fleming, Henry Wells      | Regno Unito | 6'22"2         |
| 2    | Toronto Argonauts, Charles Riddy, Phil Boyd, Albert Kent, William Murphy, Alex Sinclair, Becher Gale, Richard Gregory, Geoffrey Taylor, Winslow McCleary | Canada      | a 1½ lunghezza |

| Pos. | Equipaggio | Nazione | Tempo  |
| ---- | --- | ------- | ------ |
| 1    | Roddklubben af 1912, Gustaf Brunkman, Per Mattson, Sebastian Tamm, Ted Wachtmeister, Konrad Brunkman, William Bruhn-Möller, Ture Rosvall, Herman Dahlbäck, Leo Wilkens | Svezia  | 6'22"2 |

### Quarti di finale
| Pos. | Equipaggio | Nazione     | Tempo         |
| ---- | --- | ----------- | ------------- |
| 1    | New College, Oxford, William Fison, William Parker, Thomas Gillespie, Beaufort Burdekin, Frederick Pitman, Arthur Wiggins, Charles Littlejohn, Robert Bourne, John Walker | Regno Unito | 6'19"0        |
| 2    | Roddklubben af 1912, Gustaf Brunkman, Per Mattson, Sebastian Tamm, Ted Wachtmeister, Konrad Brunkman, William Bruhn-Möller, Ture Rosvall, Herman Dahlbäck, Leo Wilkens    | Svezia      | a 1 lunghezza |

| Pos. | Equipaggio | Nazione  | Tempo         |
| ---- | --- | -------- | ------------- |
| 1    | Berliner Ruderverein von 1876, Otto Liebing, Max Bröske, Max Vetter, Willi Bartholomae, Fritz Bartholomae, Werner Dehn, Rudolf Reichelt, Hans Matthiae, Kurt Runge                   | Germania | 6'22"2        |
| 2    | Sport Borrussia, Berlin, Carl Eichhorn, Ludwig Weihnacht, Richard Friesicke, Andreas Wegener, Fritz Eggebrecht, Heinrich Landrock, Egbert Reimsfeld, Gottfried Gelfort, Otto Charlet | Germania | a 2 lunghezze |

| Pos. | Equipaggio | Nazione     | Tempo         |
| ---- | --- | ----------- | ------------- |
| 1    | Leander Club, Edgar Burgess, Sidney Swann, Leslie Wormald, Ewart Horsfall, Angus Gillan, Stanley Garton, Alister Kirby, Philip Fleming, Henry Wells         | Regno Unito | 6'10"2        |
| 2    | Sydney Rowing Club, Jack Ryrie, Simon Fraser, Hugh Ward, Thomas Parker, Henry Hauenstein, Syd Middleton, Harry Ross-Soden, Roger Fitzhardinge, Robert Waley | Australasia | a ½ lunghezza |

### Semifinali
| Pos. | Equipaggio | Nazione     | Tempo  |
| ---- | --- | ----------- | ------ |
| 1    | New College, Oxford, William Fison, William Parker, Thomas Gillespie, Beaufort Burdekin, Frederick Pitman, Arthur Wiggins, Charles Littlejohn, Robert Bourne, John Walker | Regno Unito | 6'10"2 |

| Pos.   | Equipaggio | Nazione     | Tempo  |
| ------ | --- | ----------- | ------ |
| 1      | Leander Club, Edgar Burgess, Sidney Swann, Leslie Wormald, Ewart Horsfall, Angus Gillan, Stanley Garton, Alister Kirby, Philip Fleming, Henry Wells                | Regno Unito | 6'16"2 |
| Bronzo | Berliner Ruderverein von 1876, Otto Liebing, Max Bröske, Max Vetter, Willi Bartholomae, Fritz Bartholomae, Werner Dehn, Rudolf Reichelt, Hans Matthiae, Kurt Runge | Germania    | 6'18"6 |

### Finale
| Pos.    | Equipaggio | Nazione     | Tempo  |
| ------- | --- | ----------- | ------ |
| Oro     | Leander Club, Edgar Burgess, Sidney Swann, Leslie Wormald, Ewart Horsfall, Angus Gillan, Stanley Garton, Alister Kirby, Philip Fleming, Henry Wells                       | Regno Unito | 6'16"2 |
| Argento | New College, Oxford, William Fison, William Parker, Thomas Gillespie, Beaufort Burdekin, Frederick Pitman, Arthur Wiggins, Charles Littlejohn, Robert Bourne, John Walker | Regno Unito | 6'18"6 |